# Tee Franklin
Pour les articles homonymes, voir Franklin (patronyme).
Tee Franklin est une scénariste de comics queer américaine.

## Biographie
Franklin est victime d'un accident de la route qui la laisse en fauteuil roulant en 2014. Mère de trois enfants, elle commence l'écriture de bande dessinée en 2016 bien qu'elle aime les comics depuis son enfance,. Avant d'écrire elle-même des comics, elle entre dans le monde du comics en devenant critique littéraire. Franklin est la créatrice en 2015 du hashtag #BlackComicsMonth pour promouvoir la diversité dans l'industrie.
Elle fait ses débuts en tant que scénariste pour une histoire du Nailbiter tome 27 chez Image Comics. La même année, elle rassemble une dizaine d'auteurs de comics pour une anthologie sur la santé mentale. Elle est publiée en mai 2018 lors du Mental Health Awareness Month (en).
Elle refuse de venir à la Comic-Con de Baltimore après avoir appris son placement tout au fond de l'événement alors qu'elle ne dispose même pas d'une table. En 2018, elle raconte s'être retrouvée désarmée lorsque, après avoir été invitée à participer à un panel par Diamond Comic Distributors, elle s'est rendu compte qu'aucune rampe n'était installée pour l'aider à monter sur la scène avec son fauteuil électrique. Elle décide alors de quitter la salle sans participer au panel et l'organisation s'excuse quelques jours plus tard. Elle avoue également que ces événements lui sont déjà arrivé, lors de la MegaCon à Orlando et du BookExpo à New York.
Son premier comics, Bingo Love, dessiné par Jenn St-Onge, une romance queer, est financé par des fans à hauteur de $57 000 sur Kickstarter avant d'être acheté par Image Comics et est publiée le 14 février 2018. Elle est listée parmi les 20 meilleurs comics LGBT de 2018 par le site Autostraddle, spécialisée dans l'actualité LGBT+. Le second tome est prévu pour 2020.
Son second comics, Jook Joint, dessiné par Alitha Martinez, raconte l'histoire d'une femme noire avec des super-pouvoirs qui tue les hommes ayant commis des crimes. S'étant inspirée du personnage d'Olivia Benson joué par Mariska Hargitay dans New York, unité spéciale, toutes les recettes de la vente sont reversées à l'association Joyful Heart Foundation de l'actrice, qui vient en aide aux victimes de violences sexuelles.
Elle milite pour les droits des personnes handicapées et pour une meilleure accessibilité pour celles-ci dans l'espace public.